# Opéra Bastille

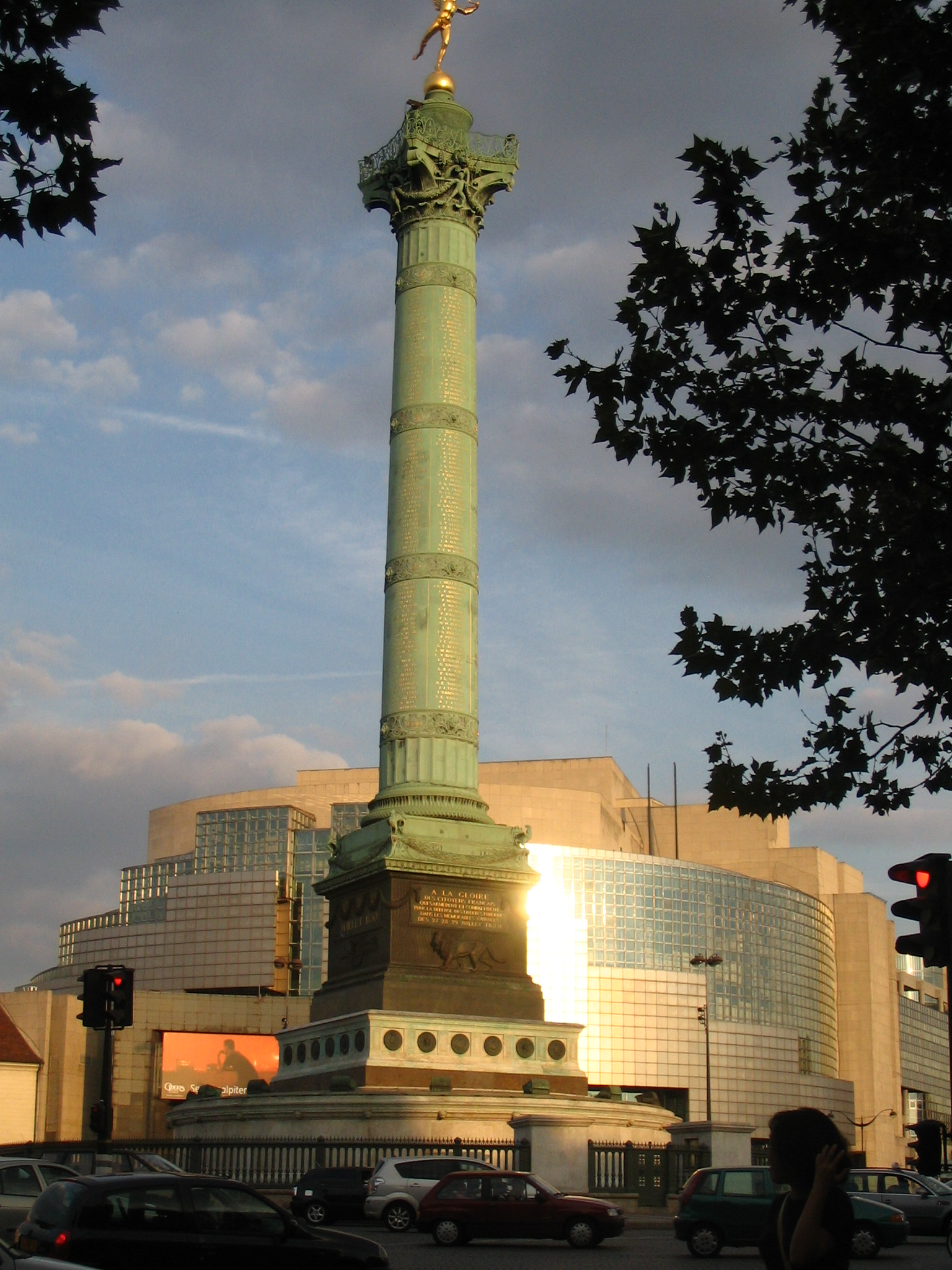
Òpera i plaça de la Bastilla, a París.

L'Opéra Bastille és un teatre d'òpera modern situat a la plaça de la Bastilla de la ciutat de París. Anomenada també «L'òpera del poble», es va inaugurar el 13 de juliol de 1989, amb les celebracions del bicentenari de la caiguda de La Bastilla.
L'edifici, projectat per l'arquitecte Carlos Ott, constituïx una ruptura amb el disseny de les òperes del segle xix. És un sòlid edifici corbat i de vidre, que pot albergar a 2.700 persones. El seu disseny és funcional i modern, amb els seients entapissats de negre en contrast amb els seus murs de granit i l'impressionant sostre de vidre. Amb els seus cinc escenaris mòbils, aquesta òpera és una obra mestra d'enginyeria.